# NK Kamen Krivodol

NK Kamen je nogometni klub iz sela Krivodola u Imotskoj krajini.
Osnovan je 1977. godine.
Prvi predsjednik kluba bio je Anđelko Gudelj.
Klub se natječe u 1. ŽNL Splitsko-dalmatinske županije.